# Imeria celebicola
Imeria celebicola là một loài tò vò trong họ Ichneumonidae.